# 三別抄
三別抄是高麗王朝時期一支戰鬥部隊，是左別抄、右別抄與神義軍的統稱。崔氏政權的私兵軍團，後來發展成為高麗的正規軍。
「別抄」的意思是精銳部隊，「夜別抄」最早是為了平定地方叛亂而臨時組成的組織，崔氏政權時代成為常設組織，人數增多，分為左別抄與右別抄兩支部隊，再加上被蒙古俘虜逃回者組成的神義軍，合稱三別抄，成為武人持續掌握高麗政權的重要權力基礎。

## 概要
高麗權臣崔瑀以備盜為名建立具有崔家私兵性質的騎馬部隊「馬別抄」和夜間巡察部隊「夜別抄」。為其最早的由來。這些兩支部隊後來被併入三別抄。崔氏政權崩壞後，高麗軍事制度改變，三別抄軍成為了高麗事實上的政府軍。
在崔氏政權執掌高麗政權的同時，蒙古帝國開始崛起，征服了大量國家。1219年與高麗結為同盟，但蒙古要求高麗向其朝貢導致了兩國關係的惡化。1231年，蒙古第一次入侵高麗。三別抄軍是崔氏政權的私兵，而崔氏政權對蒙古持強硬態度，因此三別抄堅持抗擊蒙古。1232年，高麗的都城從開城遷到了漢江河口的江華島。蒙古斷續的進攻高麗，高麗朝廷以文臣為首傾向於與蒙古講和，1258年聯合金俊、林衍等反對派武臣推翻了崔氏政權，向蒙古投降。
林衍等武臣不願投降，1269年廢黜了親蒙古的高麗元宗，掌握政權。蒙古以討伐林衍為由進攻高麗，林衍動員三別抄軍抵抗，但在期間死去。1270年5月，其子林惟茂倒臺，武臣政權滅亡。元宗從江華島回到了開城，下令解散三別抄軍。
1270年5月，三別抄的將軍裴仲孫、夜別抄的盧永禧擁戴宗室承化侯王溫，佔據江華島抗擊蒙古。三別抄舉兵的原因是其反蒙古的性格以及害怕被官軍征討。此後在江華島自行任命官吏，拒絕承認開城的高麗朝廷。6月，三別抄政權遷到了西南的珍島。
1271年，三別抄軍向日本鐮倉幕府求救，但鐮倉幕府沒有回應。同年2月又請求向蒙古投降，同時要求蒙古先退兵，並將全羅道讓給三別抄軍統治。但蒙古拒絕了這個要求，同時高麗派遣金方慶、洪茶丘聯合蒙古攻陷了珍島。金通精率領殘部逃往耽羅（濟州島），驅逐了耽羅國王並佔據了該島。
1273年，高麗、蒙古聯軍攻佔了濟州島，三別抄之亂被平定。此後蒙古在該島設置耽羅總管府，高麗全境成為蒙古的附庸國。新任的高麗國王忠烈王向日本派遣使節。
1274年，高麗積極建議蒙古進攻日本，並為蒙古提供軍船兵糧以及兵將。

## 三別抄與琉球
20世紀後半葉，在沖繩縣浦添市的浦添極樂陵中發掘出高麗瓦。該瓦的文字，與三別抄軍在珍島的據點龍藏城跡中出土的瓦上文字十分相似。浦添極樂陵出土的瓦上刻著「癸酉年高麗瓦匠造」的字樣，癸酉年可能是1153年、1273年、1333年、1393年等等。其中1273年正是三別抄軍在濟州島被完全消滅的那一年。因此有學者推斷，三別抄軍生還者逃亡琉球避難。